# Ferruccio Azzarini
Ferruccio Azzarini (Varese, 8 novembre 1924 – Verbania, 1º giugno 2005) è stato un calciatore e allenatore di calcio italiano, di ruolo ala.

## Carriera

### Giocatore
Esordisce con la maglia del Varese nel Torneo Benefico Lombardo 1944-1945, per passare poi, in concomitanza col primo torneo ufficiale del dopoguerra, al Verbania che vince il torneo di Prima Divisione piemontese.
La stagione successiva approda all'Inter dove nella stagione 1946-1947 totalizza 10 presenze in massima serie esordendo in massima serie il 22 settembre 1946 in occasione del pareggio esterno con la Fiorentina, nel quale realizza la rete che sblocca il risultato  (rimarrà la sua unica rete in massima serie). Chiuso dalla forte concorrenza, nel 1947 si trasferisce al Vigevano disputando il campionato di Serie B 1947-1948 (36 presenze e 5 reti in campionato).
Nel 1948 si accasa al Mantova appena retrocesso in Serie C, cui seguono esperienze con la Pro Lissone, il Marzoli Palazzolo, per tornare infine al Verbania.

### Allenatore
Intrapresa la carriera di allenatore, annovera diverse esperienze con diverse società dell'area del Lago Maggiore, quali il Verbania stesso, fresco di fusione tra Verbania Sportiva e Libertas Pallanza, il Laveno Mombello (dove vinse il campionato di I Divisione 1955/56), il Baveno, la Juve Domo e l'Omegna.

## Palmarès

### Giocatore

#### Competizioni regionali
- Prima Divisione: 1

Verbania: 1945-1946

### Allenatore

#### Competizioni regionali
- Prima Categoria: 3

Verbania: 1961-1962, 1963-1964
Laveno Mombello: 1955-1956